# Japan Air Transport

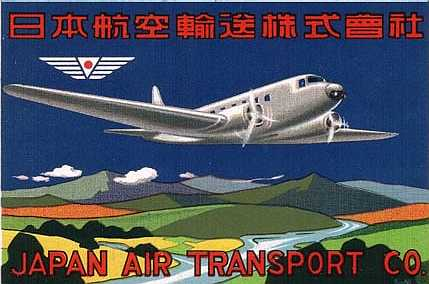
Étiquette de bagage de la compagnie datant des années 1930.

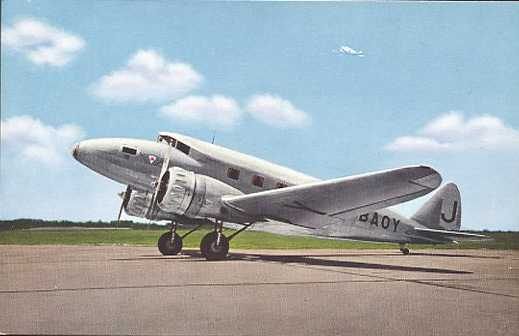
Le Nakajima AT-2, utilisé pour les liaisons entre Tokyo et Hsinking au Mandchoukouo.

Japan Air Transport Corporation (日本航空輸送株式会社, Nihon kōkū yusō kabushiki kaisha) est le nom de la compagnie aérienne nationale de l'empire du Japon de 1928 à 1938.

## Histoire
Les vols commerciaux apparaissent au Japon avec la société privée Institut des transports aériens du Japon, qui propose une première liaison entre Sakai et Tokushima sur Shikoku le 3 novembre 1922.
Le 30 octobre 1928, le gouvernement japonais fonde la compagnie des transports aériens du Japon en tant que compagnie nationale sous la direction du ministère des Communications. La société absorbe l'institut des transports aériens et deux autres compagnies plus modestes, et commence des liaisons commerciales en 1929. Elle utilise généralement la base militaire de Tachikawa à Tokyo en tant que terminal principal. La compagnie se relocalise plus tard à l'aéroport de Haneda, dont la construction est achevée en août 1931.
La société est fortement subventionnée par le gouvernement et recevait l'équivalent d'un milliard de yen d'aujourd'hui avant l'attaque de Pearl Harbor. Durant le début des années 1930, sa flotte est souvent louée (gratuitement) par l'armée pour des missions en Asie, particulièrement durant l'invasion japonaise de la Mandchourie de 1931.
Ce rôle de transport militaire en Chine est finalement reprit par trois nouvelles compagnies que les transports aériens du Japon ont aidé à fonder : la compagnie aérienne nationale du Mandchoukouo en 1932, Air Huitong en 1936 et l'aviation nationale chinoise (en) en 1938. Le contrôle de ces compagnies est partagé entre les transports aériens du Japon et les gouvernements fantoches du Mandchoukouo et du gouvernement provisoire de la république de Chine.
La société se réoriente vers le marché civil et commence à utiliser des Douglas DC-2 à 14 places et ouvre une liaison très lucrative entre le Japon et le Mandchoukouo en 1936. Avec le début de la guerre sino-japonaise en 1937, la compagnie bénéficie de nouveaux besoins de transports militaires.
En 1938, la société transporte quelque 70 000 passagers, ce qui représente 2,6 % du trafic mondial de passagers.
En décembre 1938, le gouvernement fonde une nouvelle compagnie nationale, la compagnie aérienne impériale japonaise, qui possède le monopole du marché civil et les transports aériens du Japon sont finalement absorbés dans la nouvelle société.

## Flotte

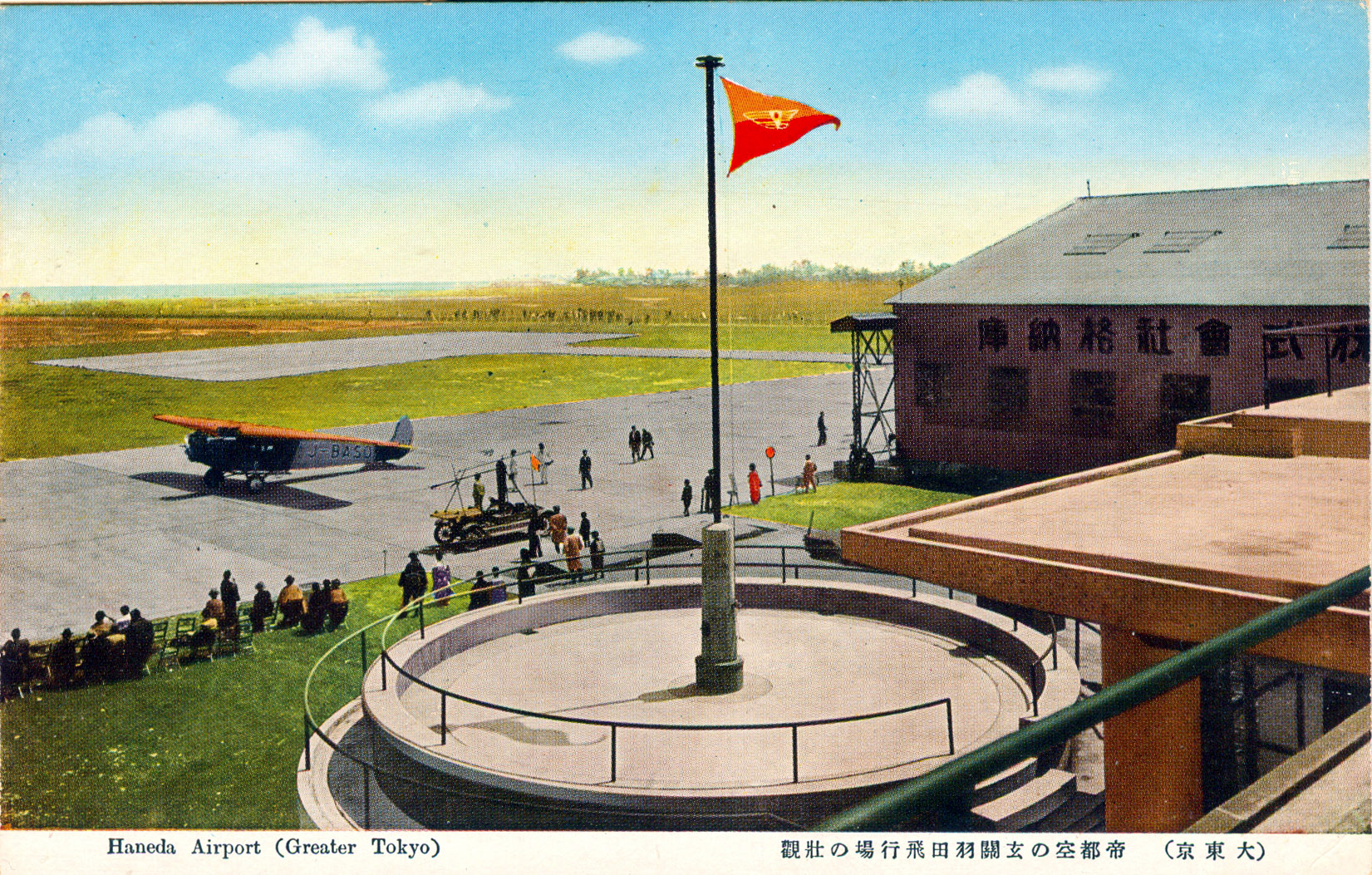
Un Fokker Super Universal.

- Fokker Trimoteur (1929-1938)
- Fokker Super Universal
- Nakajima Ki-6 (1929-1938)
- Douglas DC-2 (1936-1938)
- Nakajima Ki-34 (1937-1938)